# The Radio Dept.
The Radio Dept. — шведський інді-поп гурт, створений у 1995 році в місті Лунд.

## Загальні відомості
Колектив було започатковано шкільними друзями Йоганом Дункансоном та Елін Альмеред, які невдовзі припинили спільну творчу діяльність та поставили долю гурту під питання. У 1998 році Дункансон об'єднав зусилля з гітаристом Мартіном Ларссоном і таким чином відновив діяльність колективу, а у 2001 році вони підписали контракт з лейблом Labrador Records, співпраця з яким тривала до 2016 року включно.
У 2003 році виходить дебютний альбом The Radio Dept. під назвою Lesser Matters та отримує високі оцінки від провідних музичних видань, зокрема NME та Uncut.
Світову славу гурт здобув у 2006 році, коли три їхні пісні («Pulling Our Weight», «I Don't Like It Like This» та «Keen on Boys») прозвучали у фільмі «Марія-Антуанетта».
12 квітня того ж року з'являється друга платівка The Radio Dept., Pet Grief, яка не здобула того ж успіху, що й перший альбом, але була тепло зустріта фанами гурту.
Наступний альбом колективу, Clinging to a Scheme, був представлений 20 квітня 2010 року та отримав нагороду «кращий новий альбом» від провідного музичного вебжурналу Pitchfork. Останній станом на сьогодні запис The Radio Dept., Running Out of Love, побачив світ 21 жовтня 2016 року.
Звучання гурту відносять до напрямків альтернативний рок, дрим-поп та шугейзинг. Критики порівнюють їх з Pet Shop Boys, My Bloody Valentine та Cocteau Twins. Самі ж музиканти надихаються піснями, зокрема, Шарля Азнавура, Френка Сінатри, Чета Бейкера, Ніка Дрейка, гуртів Joy Division, Kraftwerk та Neu!.

## Учасники
Теперішні:
- Йоган Дункансон — вокал, гітара.
- Мартін Ларссон — гітара.
- Деніел Тжадер — клавішні.

Колишні:
- Елін Альмеред — гітара.
- Ліза Карлберг — бас-гітара.
- Пер Бломґрен — ударні.

## Дискографія
- Lesser Matters (2003)
- Pet Grief (2006)
- Clinging to a Scheme (2010)
- Running Out of Love (2016)